# Новоалексеевский сельский совет (Приморский район)
Новоалексеевский сельский совет (укр. Новоолексіївська сільська рада) — входит в состав
Приморского района
Запорожской области
Украины.
Административный центр сельского совета находится в 
с. Новоалексеевка.

## История
- 1861 — дата образования.

## Населённые пункты совета
- с. Новоалексеевка
- с. Лозоватка